# Shy Away
"Shy Away" pjesma je američkog glazbenog dua Twenty One Pilots. Pjesma je objavljena 7. travnja 2021. godine, a objavila ju je diskografska kuća Fueled by Ramen, kao prvi singl s njihovog šestog albuma, Scaled and Icy. Singl krasi glazbeni video, koji su režirali Miles Cable i AJ Favicchio.

## Pozadina
Tyler Joseph, frontmen dua napisao je "Shy Away" za svog mlađeg brata, Jaya Josepha, kao poduku kako upravljati glazbenim studiom. Tijekom snimanja, Josephova kćer se gugutala, što je Joseph odlučio zadržati u pjesmi.
Pjesma je snimljena i osmišljena preko online poziva između članova dua, primarno zbog pandemije COVID-19. Objavljena je dva dana nakon najave šestog albuma Scaled and Icy.

## Kompozicija
"Shy Away" je "propulzivna" synthpop, alternativna rock i indie rock pjesma koja traje nešto manje od tri minute, točnije dvije minute i pedeset i pet sekundi. Pjesma sadrži "kratak, ali sladak" dio za "hardcore klince". Često je uspoređena s pjesmama od izvođača kao što su the Strokes i Phoenix. Smatra se jednom od vedrijih pjesama sastava, s mnogo sintisajzera, i elemenata elektroničke, pop i indie glazbe.

## Glazbeni video
Glazbeni video objavljen je uz pjesmu, kojeg su režirali Miles Cable i AJ Favicchio. Video prikazuje duo u njihovoj novoj "eri", i novoj paleti boja koja se redovito mijenja kroz albume. Nove boje su: nijanse svijetlo plave, ružičaste i povremeno žute. U videu, pozadinske glazbenike utjelovljuju sami Joseph i Dun, koji nose skijaške maske, što referira na prijašnje stilove s albuma Vessel i Blurryface. Glazbeni video trenutno ima preko 23 milijuna pregleda na YouTubeu.

## Komercijalni uspjeh
Nakon samo dva dana od objave, "Shy Away" se popela na 20. mjesto na Billboard ljestvici, te je dostigla sedmo mjesto. Na ljestvici alternativnih pjesama, dospjela je na prvo mjesto u manje od tjedan dana od objave. U UK-u i Irskoj je dostigla 56. mjesto, i 36. mjesto u Litvi.Na ljestvici Billboard Hot 100 dostigla je 87. mjesto.

## Zasluge
- Tyler Joseph – vokali, glasovir,  bas-gitara, sintisajzer, gitara, programiranje, produciranje, tekstopisac
- Josh Dun – bubnjevi, inženjer zvuka bubnjeva